# Монэ, Жанель
Жане́ль Монэ́ Ро́бинсон (англ. Janelle Monáe Robinson; род. 1 декабря 1985, Канзас-Сити, Канзас, США) — американская певица, автор песен, актриса и продюсер. Активистка ЛГБТ-движения.

## Ранние годы
Жанель Монэ Робинсон родилась 1 декабря 1985 года в городе Канзас-Сити, выросла в Киндаро, квартале рабочих. Её мать Джанет работала дворником и горничной в отелях. Её отец Майкл Робинсон Саммерс был водителем грузовика.
Монэ ходила в баптистскую церковь и там научилась петь. Члены её семьи были музыкантами и исполнителями в местной церкви AME (Африканской методистской церкви) и Церкви Бога во Христе.
Будучи подростком, Монэ посещала Клуб молодых драматургов (Young Playwrights' Round Table) в канзаском театре Котери (Coterie Theater).
Жанель Монэ переехала из Канзас-Сити в Нью-Йорк для изучения театрального мастерства в частной Американской музыкальной и театральной академии. Изначально она хотела сделать карьеру на Бродвее, позднее она поменяла своё решение и начала заниматься музыкой, которая, по её мнению, могла бы перевернуть мир.

## Карьера
Снялась в двух фильмах 2016 года: «Скрытые фигуры» и «Лунный свет». Последняя из них получила премию «Оскар» в категории «Лучший фильм». Во время съёмок этих двух фильмов Монэ работала над песнями для её альбома Art Angels, а также саундтреком «Hum Along and Dance» к сериалу Netflix «Отжиг (The Get Down)». Монэ также участвовала в создании саундтреков «Isn’t This the World» и «Jalapeño» к фильму «Скрытые фигуры».
16 февраля 2018 года Монэ выпустила свой третий студийный альбом под названием Dirty Computer в виде тизера на YouTube. Альбом сопровождался сюжетным фильмом, а видео-тизер транслировался в некоторых кинотеатрах перед показом фильма «Чёрная пантера». 22 февраля 2018 года Жанель выпустила два клипа на песни «Make Me Feel» и «Django Jane» в качестве первых двух синглов из альбома Dirty Computer и объявила, что альбом выйдет 27 апреля 2018 года. Альбом дебютировал на шестой строчке Billboard 200 с 54 000 проданными копиями и вошёл в десятку лучших чартов Канады, Великобритании и Ирландии. Он был признан лучшим альбомом года тремя изданиями: Associated Press , New York Times и NPR. Альбом также был выдвинут на 61-й ежегодной премии «Грэмми» в номинации «Лучший альбом года». В 2018 году её продюсерская компания Wondaland Pictures подписала контракт с Universal.
Жанель появилась в эпизоде сериала «Электрические сны Филипа К. Дика», премьера которого состоялась на канале 4 в Великобритании и на Amazon Video в США. Также в 2018 году Монэ снялась в фэнтези-драме «Удивительный мир Марвена» режиссера и сценариста Роберта Земекиса вместе со Стивом Кареллом и Лесли Манн. Она заменила Джулию Робертс во втором сезоне сериала компании Amazon Prime Video «Возвращение домой», сыграв «стойкую женщину, которая плывет в каноэ, не помня, как она туда попала и кто она». Также в 2019 году она снялась в фильме «Гарриет» о Гарриет Табмен. Монэ дважды возвращалась на большой экран в 2020 году, с её первой главной ролью в фильме ужасов «Антебеллум» и ещё одной ролью второго плана в исторической драме «Глории».
9 февраля 2020 года Монэ удостоилась чести открывать 92-ю церемонию вручения премии Оскар выступлением с участием Билли Портера, в котором были отмечены многие номинированные фильмы.
В сентябре 2020 года Монэ выпустила музыкальное видео «Turntables» в рамках двухпартийной кампании Amazon Studios по регистрации избирателей. Песня используется в финальных титрах фильма «All In: The Fight for Democracy». В этом же году она подписала глобальное соглашение с Sony Music Publishing.
4 июля 2021 года на Netflix состоялась премьера 10-серийного музыкального клипа We The People, созданного Кристин Ни и Кенией Баррис, а в качестве продюсеров выступили Мишель Обама и Барак Обама. Монэ исполнила несколько песен для сериала. В этом же году было объявлено, что Монэ появится в продолжении детективного фильма «Достать ножи».

## Фильмография

### Кино
| Год  | Русское название                  | Оригинальное название             | Роль                      | Примечания |
| ---- | --------------------------------- | --------------------------------- | ------------------------- | ---------- |
| 2014 | Рио 2                             | Rio 2                             | доктор Монэ (озвучивание) |            |
| 2016 | Лунный свет                       | Moonlight                         | Тереза                    |            |
| 2016 | Скрытые фигуры                    | Hidden Figures                    | Мэри Джексон              |            |
| 2018 | Удивительный мир Марвена          | Welcome to Marwen                 | Джули                     |            |
| 2019 | UglyDolls. Куклы с характером     | UglyDolls                         | Мэнди (озвучивание)       |            |
| 2019 | Гарриет                           | Harriet                           | Мари Бьюкенон             |            |
| 2019 | Леди и Бродяга                    | Lady and the Tramp                | Пег (озвучивание)         |            |
| 2020 | Глории                            | The Glorias                       | Дороти Питман Хьюз        |            |
| 2020 | Антебеллум                        | Antebellum                        | Вероника Хенли / Иден     |            |
| 2022 | Достать ножи: Стеклянная луковица | Glass Onion: A Knives Out Mystery | Кассандра «Энди» Брэнд    |            |

### Телевидение
| Год  | Русское название                 | Оригинальное название            | Роль                  | Примечания                            |
| ---- | -------------------------------- | -------------------------------- | --------------------- | ------------------------------------- |
| 2009 | Звёздные врата: Вселенная        | Stargate Universe                | она сама              | Эпизод: «Земля»                       |
| 2013 | Американский папаша!             | American Dad!                    | ведущая (озвучивание) | Эпизод: «Скучная личность»            |
| 2013 | Субботним вечером в прямом эфире | Saturday Night Live              | она сама              | Эпизод: «Эдвард Нортон / Жанель Монэ» |
| 2017 | Электрические сны Филипа К. Дика | Philip K. Dick’s Electric Dreams | Элис                  | Эпизод: «Автофабрика»                 |
| 2018 | Грязный компьютер                | Dirty Computer                   | Джейн 57821           | Короткометражный телевизионный фильм  |
| 2020 | Чтобы вы поняли… секс            | Sex, Explained                   | она сама              | Рассказчик                            |
| 2020 | Возвращение домой                | Homecoming                       | Джеки                 | Регулярная роль, 7 эпизодов           |

## Дискография
- The ArchAndroid (2010)
- The Electric Lady (2013)
- Dirty Computer (2018)
- The Age of Pleasure (2023)

## Туры

### Хэдлайнинг
- Metropolis Tour (2008)
- The ArchAndroid Tour (2010)
- Hooligans in Wondaland (с Бруно Марсом) (2011)
- Campus Consciousness Tour (с Fun) (2011)
- Summer Soul Festival (с Эми Уайнхаус и Майером Хоторном) (2011)
- The Electric Lady Tour (2013)
- The Golden Electric Tour (с Кимброй) (2014)
- Dirty Computer Tour (2018)

### На разогреве
- No Doubt Summer Tour (No Doubt) (2009)
- Out My Mind, Just in Time World Tour (Эрика Баду) (2010)
- California Dreams Tour (Кэти Перри) (2011)
- I’m with You World Tour (Red Hot Chili Peppers) (2012)

## Награды и номинации
| Год  | Премия                         | Категория                                                                | Номинируемая работа | Результат |
| ---- | ------------------------------ | ------------------------------------------------------------------------ | ------------------- | --------- |
| 2009 | «Грэмми»                       | Премия «Грэмми» за лучшее урбан- или альтернативное исполнение           | «Many Moons»        | Номинация |
| 2010 | Премия ASCAP                   | Авангард                                                                 |                     | Награда   |
| 2010 | MTV Video Music Awards         | MTV Video Music Award за лучшую хореографию                              | «Tightrope»         | Номинация |
| 2011 | NME Awards                     | Лучшая песня                                                             | «Tightrope»         | Номинация |
| 2011 | «Грэмми»                       | Премия «Грэмми» за лучшее урбан- или альтернативное исполнение           | «Tightrope»         | Номинация |
| 2011 | «Грэмми»                       | Премия «Грэмми» за лучший современный альбом в стиле ритм-н-блюз         | The ArchAndroid     | Номинация |
| 2012 | MTV Video Music Awards         | MTV Video Music Award за лучшее поп-видео                                | «We Are Young»      | Номинация |
| 2012 | Teen Choice Awards             | Лучшая рок-песня                                                         | «We Are Young»      | Номинация |
| 2012 | Teen Choice Awards             | Лучший сингл группы                                                      | «We Are Young»      | Награда   |
| 2013 | «Грэмми»                       | Премия «Грэмми» за лучшую запись года                                    | «We Are Young»      | Номинация |
| 2013 | «Грэмми»                       | Премия «Грэмми» за лучшее поп-исполнение дуэтом или группой              | «We Are Young»      | Номинация |
| 2013 | People’s Choice Awards         | Любимая песня года                                                       | «We Are Young»      | Номинация |
| 2013 | MTV Video Music Awards         | MTV Video Music Award за лучшую работу художника-постановщика            | «Q.U.E.E.N.»        | Награда   |
| 2014 | Премия NAACP Image             | Премия NAACP Image за лучшую песню                                       | «Q.U.E.E.N.»        | Номинация |
| 2014 | Премия NAACP Image             | Премия NAACP Image за лучшее музыкальное видео                           | «Q.U.E.E.N.»        | Награда   |
| 2014 | Премия NAACP Image             | Премия NAACP Image за лучший альбом                                      | The Electric Lady   | Номинация |
| 2016 | «Выбор критиков»               | Премия «Выбор критиков» за лучший актёрский ансамбль                     | Лунный свет         | Награда   |
| 2016 | «Выбор критиков»               | Премия «Выбор критиков» за лучшую женскую роль второго плана             | Скрытые фигуры      | Номинация |
| 2017 | Премия Гильдии киноактёров США | Премия Гильдии киноактёров США за лучший актёрский состав в игровом кино | Скрытые фигуры      | Номинация |
| 2017 | Премия Гильдии киноактёров США | Премия Гильдии киноактёров США за лучший актёрский состав в игровом кино | Лунный свет         | Награда   |
| 2017 | BET Awards                     | Премия BET за лучшую женскую роль                                        | Скрытые фигуры      | Номинация |
| 2018 | MTV Video Music Awards         | MTV Video Music Award за лучшую работу художника-постановщика            | «Make Me Feel»      | Номинация |
| 2018 | MTV Video Music Awards         | MTV Video Music Award за лучшее видео с посланием                        | «Pynk»              | Номинация |
| 2019 | «Грэмми»                       | Премия «Грэмми» за лучшее музыкальное видео                              | «Pynk»              | Номинация |
| 2019 | «Грэмми»                       | Премия «Грэмми» за лучший альбом года                                    | Dirty Computer      | Номинация |
| 2019 | «Хьюго»                        | Премия «Хьюго» за лучшую постановку (малая форма)                        | Dirty Computer      | Номинация |
| 2019 | Премия NAACP Image             | Премия NAACP Image за лучший альбом                                      | Dirty Computer      | Номинация |